# 米苏尔岛猪笼草
米苏尔岛猪笼草（Nepenthes sp. Misool）是一种为未描述的热带食虫植物，其存于印度尼西亚拉贾安帕特群岛的米苏尔岛。其与新几内亚猪笼草（N. neoguineensis）极其相似。
米苏尔岛猪笼草在野外尚未受到威胁。斯图尔特·麦克弗森在其专著《旧大陆的猪笼草》中写道：[注1]
|  | 去往米苏尔岛仍然是比较困难且昂贵的；在我的考察之旅中，我租雇当地的渔船去往米苏尔岛，这整个行程光燃油就需要一吨！ |

## 扩展阅读
- 食虫植物照片搜寻引擎中米苏尔岛猪笼草的照片 （页面存档备份，存于）

 维基共享资源上的相關多媒體資源：米苏尔岛猪笼草
 維基物種上的相關：米苏尔岛猪笼草